# Coldblow Col
Coldblow Col är ett bergspass i Antarktis. Det ligger på Coronation Island i Sydorkneyöarna. Argentina och Storbritannien gör anspråk på området. Coldblow Col ligger 300 meter över havet.
Terrängen runt Coldblow Col är varierad. Havet är nära Coldblow Col åt sydväst. Trakten är obefolkad.